# Nakhon Sawan (Provinz)

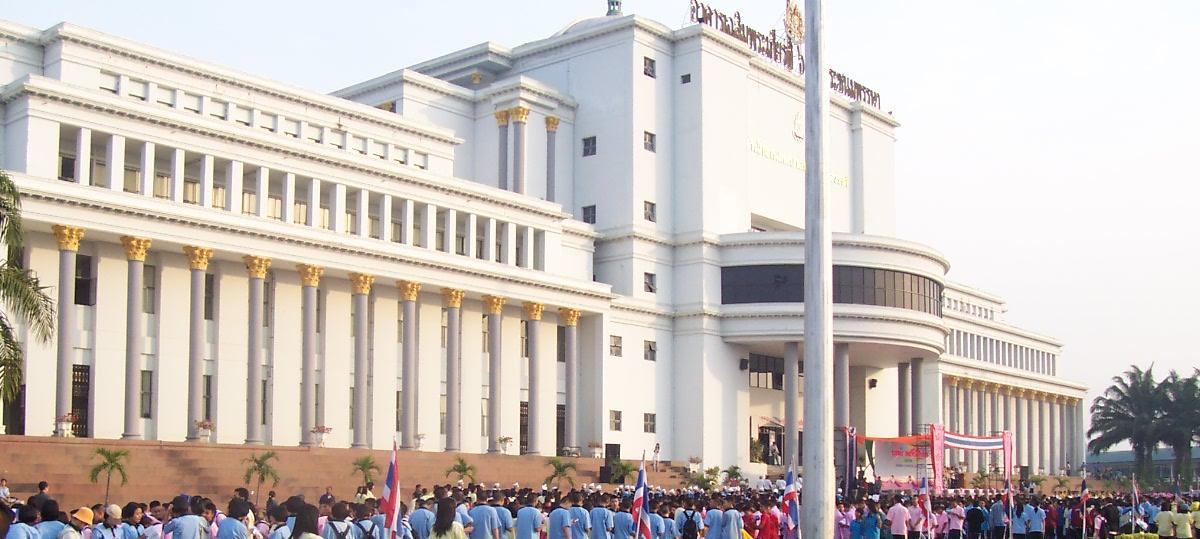
Provinzverwaltung von Nakhon Sawan

Nakhon Sawan (Thai: นครสวรรค์) ist eine Provinz (Changwat) im südlichen Teil der Nordregion von Thailand. Die Hauptstadt der Provinz Nakhon Sawan heißt ebenfalls Nakhon Sawan.

## Lage

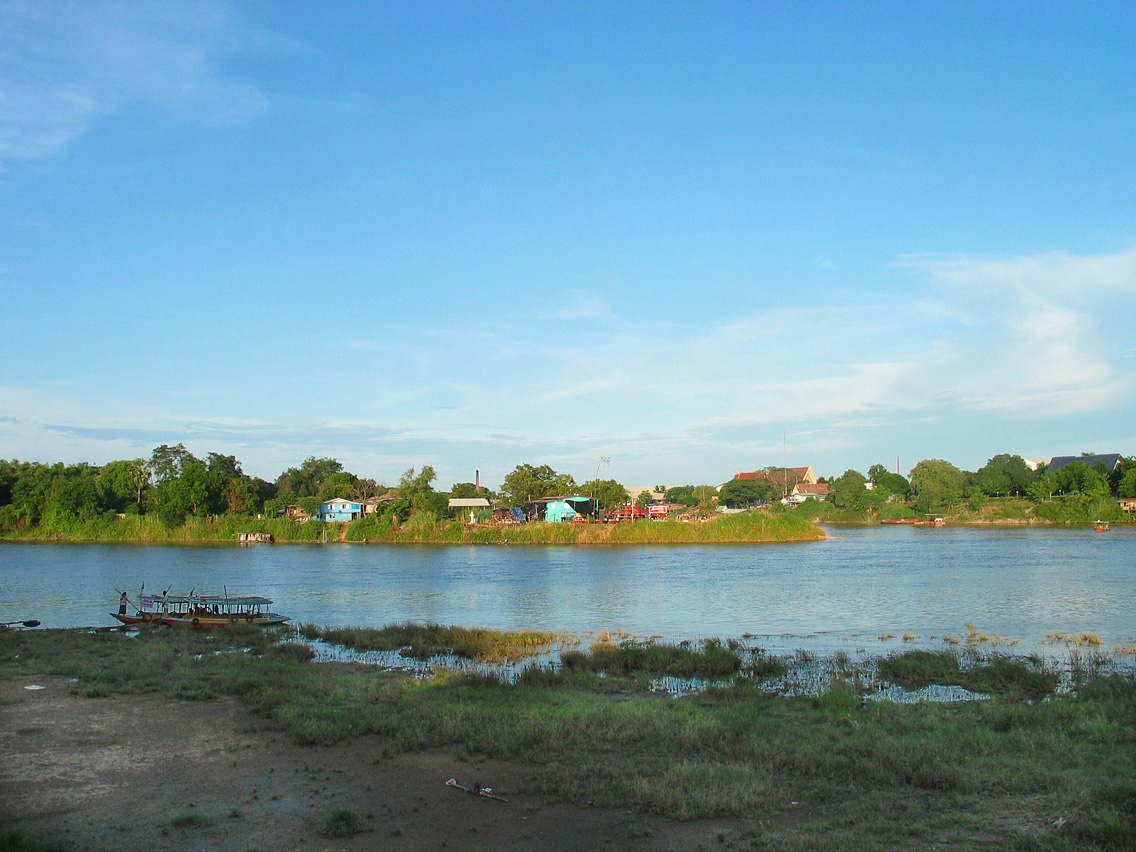
Zusammenfluss des Ping und Nan

Die Provinz gilt als Tor zum Norden des Landes und bildet den südlichsten Teil von Nord-Thailand. Sie wird manchmal auch zur Zentralregion gezählt.
Die Landschaft ist überwiegend flach. Hier fließen die Flüsse Mae Nam Ping und Mae Nam Nan zusammen und bilden ab der Provinzhauptstadt Nakhon Sawan (auch Pak Nam Pho genannt) den Mae Nam Chao Phraya, der in den Golf von Thailand mündet. Im Osten erheben sich die Berge von Khao Pattawi.
Im Zentrum der Provinz, wo die Bezirke Mueang Nakhon Sawan, Tha Tako und Chum Saeng zusammentreffen, befindet sich der Sumpf Bueng Boraphet, mit 132.737 Rai (212,38 km²) das größte Süßwasserfeuchtgebiet Thailands. Ein Teil des Gebiets ist als Vogelschutzgebiet deklariert und beheimatet eine große Artenvielfalt.
Die Entfernung zur Hauptstadt Bangkok beträgt etwa 240 Kilometer.
| Angrenzende Provinzen: | Angrenzende Provinzen:              |
| ---------------------- | ----------------------------------- |
| Norden                 | Kamphaeng Phet                      |
| Osten                  | Phetchabun und Lop Buri             |
| Süden                  | Sing Buri, Chai Nat und Uthai Thani |
| Westen                 | Tak                                 |

### Wichtige Städte
- Chumsaeng
- Nong Bua
- Takhli

### Wichtige Flüsse
- Mae Nam Chao Phraya
- Mae Nam Ping
- Mae Nam Yom
- Mae Nam Nan

### Klima
Das Klima ist tropisch-monsunal. Die Höchsttemperatur im Jahr 2009 betrug 36,7 °C, die tiefste Temperatur wurde mit 16,8 °C gemessen. In demselben Jahr fielen an 101 Regentagen 1.415,4 mm Niederschlag.

## Etymologie
Der Name Nakhon Sawan geht zurück auf die Sanskrit-Wörter nagara Stadt und svarga (स्वर्ग) Himmel, also Stadt des Himmels.

## Bevölkerung
In der Provinz und besonders in der Provinzhauptstadt lebt eine bedeutende chinesischstämmige Bevölkerung, deren Vorfahren seit dem Ende des 19. Jahrhunderts eingewandert sind. Im östlichen Teil der Provinz ist auch die Zuwanderung aus der Provinz Petchabun sowie aus dem Isan zu verzeichnen. Daneben siedeln aber auch Nachkommen der von Siamesen aus Laos verschleppten Fronarbeiter, die Lao Khrang (deren Gesamtzahl in Thailand bei 53.000 liegt).

## Wirtschaft und Bedeutung
Im Jahr 2009 betrug das „Gross Provincial Product“ (Bruttoinlandsprodukt) der Provinz 81.842 Millionen Baht. Der offizielle Mindestlohn in der Provinz beträgt 232 Baht pro Tag (etwa 4 €; Stichtag 1. April 2012).

### Daten
Die unten stehende Tabelle zeigt den Anteil der Wirtschaftszweige am Gross Provincial Product in Prozent:
| Wirtschaftszweig | 2006 | 2007 | 2008 | 2009 |
| ---------------- | ---- | ---- | ---- | ---- |
| Landwirtschaft   | 26,5 | 27,8 | 32,3 | 28,0 |
| Industrie        | 26,0 | 24,8 | 23,0 | 27,0 |
| Andere           | 47,5 | 47,4 | 44,7 | 45,0 |

### Landnutzung
Für die Provinz ist die folgende Landnutzung dokumentiert:
- Waldfläche: 550.686 Rai (881,1 km²), 9,2 % der Gesamtfläche
- Landwirtschaftlich genutzte Fläche: 4.017.637 Rai (6.428,2 km²), 67,0 % der Gesamtfläche
- Nicht klassifizierte Fläche: 1.430.225 Rai (2.288,4 km²), 23,8 % der Gesamtfläche

In der Provinzhauptstadt befindet sich ein wichtiger Binnenhafen. Er ist entstanden aus einer alten Flößerstation, die bis zum Abholzverbot der tropischen Edelhölzer 1989 hier in Betrieb war.
Der Holzhandel bildet immer noch eine wichtige Umsatzquelle. Fischwirtschaft wird in Bung Boraphet betrieben, ein Sumpfgebiet, das eines der wichtigsten Lieferanten für Süßwasserfisch in Thailand ist. Insbesondere der Sua-Fisch gilt als Delikatesse und wird landesweit vertrieben.

## Verkehr

### Bahnverkehr
In der Provinz gibt es mehrere Bahnhöfe der Nordlinie der SRT von Bangkok nach Chiang Mai, die in nord-südlicher Richtung verläuft:
| Bahnhof    | Bahnhof      | Bahnhof        |
| ---------- | ------------ | -------------- |
| Chansen    | Nong Pho     | Bueng Boraphet |
| Chong Khae | Noen Makok   | Khlong Pla Kot |
| Phon Thong | Khao Thong   | Thap Krit      |
| Ban Takhli | Nakhon Sawan | Khlong Pla Kot |
| Hua Wai    | Pak Nam Pho  | Chumsaeng      |

### Busverkehr
Nakhon Sawan hat ein Fernbusterminal.

### Flugverkehr
- Flughafen Nakhon Sawan (ICAO: VTPN), wird derzeit von keiner Linienfluggesellschaft angeflogen
- Militärflugplatz Takhli (IATA-Code: TKH; ICAO: VTPI), Militärflugplatz der Royal Thai Air Force[6]

## Bildungseinrichtungen

### Universitäten
- Chaophraya-Universität, (Privatuniversität, seit 1999)
- Universität Rajabhat Nakhon Sawan
- Mahachulalongkornrajavidyalaya-Universität: Nakhon Sawan Buddhist College

## Geschichte
Die Gegend war schon seit der Frühzeit besiedelt, wie archäologische Funde beweisen. Besonders im Gebiet entlang des Mae Nam Chao Phraya und zwischen Mueang Nakhon Sawan und Chumsaeng. Die im 11. Jahrhundert einsickernden Tai-Völker (die Vorfahren der heutigen Thai) nahmen die Gegend in Besitz und bauten hier Naßreis an. Zahlreiche kleinere Fürstentümer (Mueang) entstanden, die im 12. Jahrhundert schließlich den Khmer (Angkor) übernommen wurden.
Erst Sukhothai konnte deren Einfluss zurückdrängen und schließlich war es Ayutthaya, das die Gegend dem siamesischen Reich angliederte.
Nachdem König Mongkut (Rama IV.) 1855 den Bowring-Vertrag mit Großbritannien unterzeichnet hatte, begann das Goldene Zeitalter von Nakhon Sawan. Es wurde zum Zentrum des Reis- und Teakholz-Handels. Der Bau der Nördlichen Linie der Eisenbahn 1922, die Wirtschaftskrise vor der Revolution von 1932 sowie der Bau der Dechatiwong-Brücke (สะพานเดชาติวงศ์) und der Phahonyothin-Schnellstraße reduzierten die Bedeutung der Binnenschifffahrt und daher auch die Bedeutung Nakhon Sawans.
Als König Chulalongkorn (Rama V.) 1895 den Monthon als Teil seiner Thesaphiban-Verwaltungsreform einführte, wurde Nakhon Sawan die Hauptstadt des „Monthon Nakhon Sawan“.

## Sehenswürdigkeiten
(Siehe Eintrag in Nakhon Sawan)

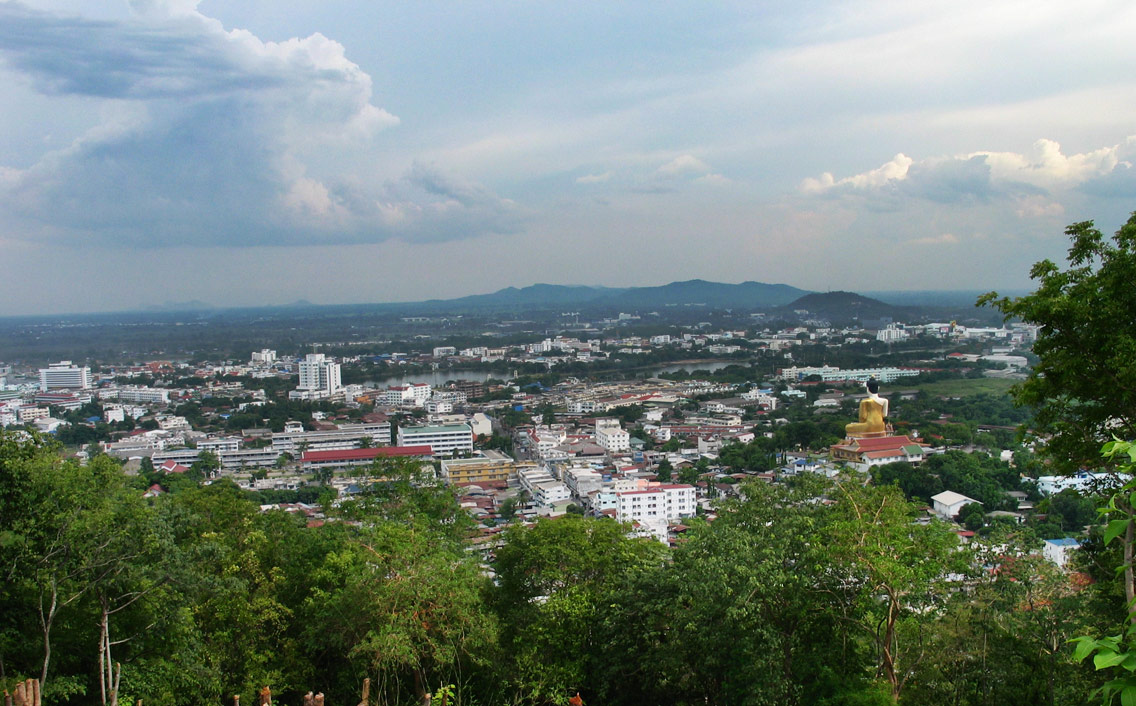
Aussicht vom Khao Buat Nak über die Provinzhauptstadt

- Khao Woranat Banphot (Khao Kop) – Berg im Amphoe Mueang mit einem herrlichen Ausblick auf die Provinzhauptstadt und die Bueng-Boraphet-Sümpfe. Am Berg befindet sich Wat Woranat Banphot, eine buddhistische Tempelanlage (Wat). Der Legende nach wurde der Tempel im 13. Jahrhundert von König Li Thai von Sukhothai gegründet. Im Viharn befinden sich Fußabdrücke Buddhas aus der Sukhothai-Zeit.
- Bueng Boraphet – Sumpfgebiet, das zum größten Süßwassersee Thailands gemacht wurde (140.000 Rai groß, also 22,4 km²), in dem 148 Arten von Süßwasserfischen leben sollen. Das Gebiet beherbergt auch viele seltene Vögel.
- Wat Kriangkrai Klang im Tambon Kriangkrai (Amphoe Mueang) – Tempelanlage am Maenam Nan, 22 km nordöstlich von Nakhon Sawan, mit vielen Affen und einer kleinen Krokodilfarm.
- Wat Chansen Museum – in Amphoe Takhli; Museum für die Volkskunde der Provinz mit zahlreichen Funden, Bronze- und Eisenwaren sowie Alltagsgegenständen aus früheren Zeiten.
- Khao Noh/Khao Kaeo – im Tambon Ban Khaen (Amphoe Banphot Phisai); Kalksteinfelsen, die von Affen und Fledermäusen bevölkert sind.
- Lokales Fest:
  - Drachenfest – im Januar/Februar findet zum chinesischen Neujahrsfest das Drachenfest statt, mit einer großen Prozession, die einen riesigen Drachen begleitet. Man nennt Nakhon Sawan auch die Drachenstadt.
- Nationalparks:
  - Nationalpark Mae Wong (Thai: อุทยานแห่งชาติแม่วงก์)  – 55. Nationalpark Thailands, wurde im September 1987 eröffnet, Größe: 894 km², liegt sowohl in der Provinz Nakhon Sawan, als auch in der Provinz Kamphaeng Phet.
- Waldschutzgebiete:
  - Khao Luang Forest Park (Thai: วนอุทยานเขาหลวง)
  - Tham Phet-Tham Thong Forest Park (Thai: วนอุทยานถ้ำเพชร-ถ้ำทอง)

## Wappen
Das Wappen zeigt einen Wimarn (ein mythologisches Schloss im Himmel, siehe auch Wimanmek, Teak-„Palast in den Wolken“, Bangkok), der sich auf den Namen der Provinzhauptstadt bezieht: „Stadt des Himmels“.
Der lokale Baum und die lokale Blume ist der Blutweiderich (Lagerstroemia loudinii).
Der Wahlspruch der Provinz Nakhon Sawan lautet:
„Die Stadt, in der vier Flüsse zusammenkommen,
Das Drachenfest wird von den chinesischen Thai gefeiert,
Die Stadt des großen Sees zur Erholung, Bung Boraphet,
Zahlreiche wohlschmeckende Fische zu kosten sind alle eingeladen.“

## Verwaltungseinheiten

### Provinzverwaltung
Die Provinz Nakhon Sawan ist in 15 Landkreise (Amphoe) gegliedert. Die Kreise sind weiter unterteilt in 130 Gemeinden (Tambon) und 1328 Dörfer (Muban).
| \| Nr. \| Amphoe \| Thai \| \| Nr. \| Amphoe \| Thai \| \| --- \| -------------------------- \| ----------------- \| \| --- \| -------------------- \| ----------- \| \| 1. \| Amphoe Mueang Nakhon Sawan \| อำเภอเมืองนครสวรรค์ \| \| 9. \| Amphoe Phaisali \| อำเภอไพศาลี \| \| 2. \| Amphoe Krok Phra \| อำเภอโกรกพระ \| \| 10. \| Amphoe Phayuha Khiri \| อำเภอพยุหะคีรี \| \| 3. \| Amphoe Chum Saeng \| อำเภอชุมแสง \| \| 11. \| Amphoe Lat Yao \| อำเภอลาดยาว \| \| 4. \| Amphoe Nong Bua \| อำเภอหนองบัว \| \| 12. \| Amphoe Tak Fa \| อำเภอตากฟ้า \| \| 5. \| Amphoe Banphot Phisai \| อำเภอบรรพตพิสัย \| \| 13. \| Amphoe Mae Wong \| อำเภอแม่วงก์ \| \| 6. \| Amphoe Kao Liao \| อำเภอเก้าเลี้ยว \| \| 14. \| Amphoe Mae Poen \| อำเภอแม่เปิน \| \| 7. \| Amphoe Takhli \| อำเภอตาคลี \| \| 15. \| Amphoe Chum Ta Bong \| อำเภอชุมตาบง \| \| 8. \| Amphoe Tha Tako \| อำเภอท่าตะโก \| \| \| \| \| |                            |                   |  |     |                      |             |
| Nr. | Amphoe                     | Thai              |  | Nr. | Amphoe               | Thai        |
| 1. | Amphoe Mueang Nakhon Sawan | อำเภอเมืองนครสวรรค์ |  | 9.  | Amphoe Phaisali      | อำเภอไพศาลี  |
| 2. | Amphoe Krok Phra           | อำเภอโกรกพระ      |  | 10. | Amphoe Phayuha Khiri | อำเภอพยุหะคีรี |
| 3. | Amphoe Chum Saeng          | อำเภอชุมแสง        |  | 11. | Amphoe Lat Yao       | อำเภอลาดยาว |
| 4. | Amphoe Nong Bua            | อำเภอหนองบัว       |  | 12. | Amphoe Tak Fa        | อำเภอตากฟ้า  |
| 5. | Amphoe Banphot Phisai      | อำเภอบรรพตพิสัย     |  | 13. | Amphoe Mae Wong      | อำเภอแม่วงก์  |
| 6. | Amphoe Kao Liao            | อำเภอเก้าเลี้ยว      |  | 14. | Amphoe Mae Poen      | อำเภอแม่เปิน  |
| 7. | Amphoe Takhli              | อำเภอตาคลี         |  | 15. | Amphoe Chum Ta Bong  | อำเภอชุมตาบง |
| 8. | Amphoe Tha Tako            | อำเภอท่าตะโก       |  |     |                      |             |

### Lokalverwaltung
Für das ganze Gebiet der Provinz besteht eine Provinz-Verwaltungsorganisation (องค์การบริหารส่วนจังหวัด, kurz อบจ., Ongkan Borihan suan Changwat; englisch Provincial Administrative Organization, PAO).
In der Provinz gibt es neben den einer Großstadt (เทศบาลนคร – Thesaban Nakhon) Nakhon Sawan (เทศบาลนครนครสวรรค์) auch zwei Städte (เทศบาลเมือง – Thesaban Mueang):
- Takhli (เทศบาลเมืองตาคลี) und
- Chum Saeng (เทศบาลเมืองชุมแสง).

Daneben gibt es 15 Kleinstädte (เทศบาลตำบล – Thesaban Tambon).